# اوخانسک
شهر اوخانسک (به روسی: Оханск) در کشور روسیه و در کرای پرم واقع شده‌است.